# 데비 모건
데보라 앤 "데비" 모건(영어: Deborah Ann "Debbi" Morgan, 1951년 9월 20일 ~ )는 미국의 배우이다. 

## 영화
- 섹스튜플리츠 (2019년)
- 컬러 오브 더 크로스 (2006년)
- 백 인 더 데이 (2005년)
- 코치 카터 (2005년) - 톤냐 역
- 우먼 다우 아트 루지드 (2004년) - 티와나 역
- 런어웨이 (2000년)
- 러브 앤 베스킷볼 (2000년) - 노나 맥콜 역
- 쉬즈 올 댓 (1999년)
- 허리케인 카터 (1999년) - 매 델마 카터 역
- 이브의 시선 (1997년)
- 비앤비 (1987년)
- 르넬 지터의 재판 (1987년)
- 뿌리 - 그 다음 세대 (1979년)
- 만딩고 (1975년)
- 크라이 엉클 (1971년)